# Alton (Missouri)
Alton – miasto w Stanach Zjednoczonych, w południowej części stanu Missouri, siedziba administracyjna hrabstwa Oregon. Liczba mieszkańców w 2000 roku wynosiła 671.

## Klimat
Miasto leży w strefie klimatu subtropikalnego, umiarkowanego, łagodnego bez pory suchej i z gorącym latem, należącego według klasyfikacji Köppena do strefy Cfa. Średnia temperatura roczna wynosi 13,5°C, a opady 1140,5 mm (w tym do 25,9 cm opadów śniegu). Średnia temperatura najcieplejszego miesiąca - lipca wynosi 25,4°C, natomiast najzimniejszego 0,6°C. Najniższa zanotowana temperatura wyniosła -27,8°C a najwyższa 40,6°C.